# Fritz Gerth

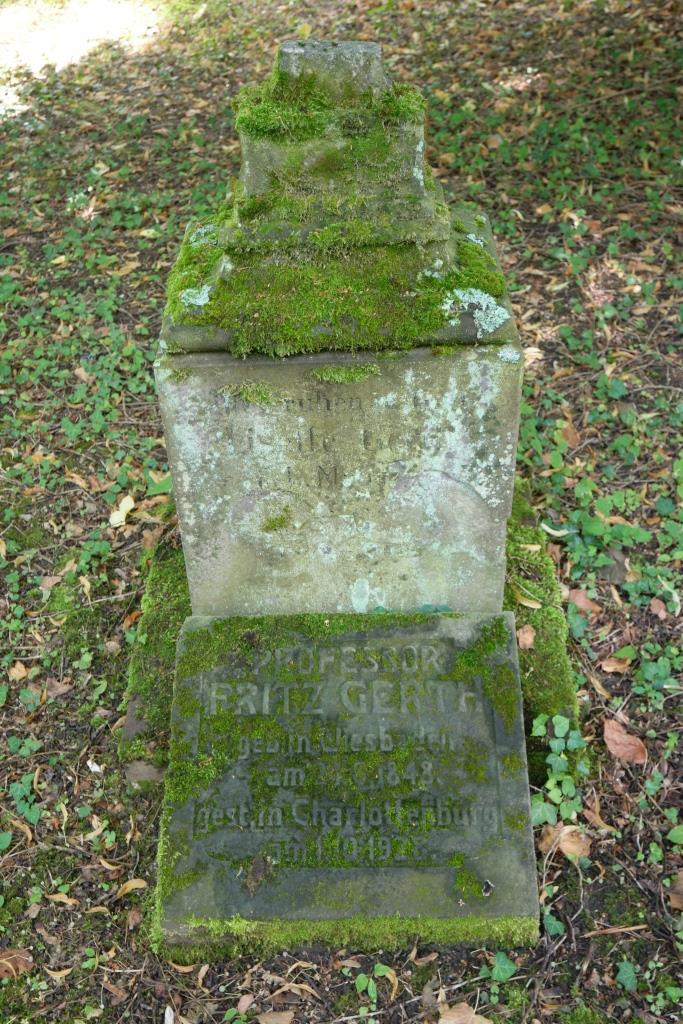
Grab von Fritz Gerth auf dem Alten Friedhof in Wiesbaden

Fritz Gerth (* 24. Juni 1845 in Wiesbaden; † 1. Oktober 1928 in Berlin-Charlottenburg) war ein deutscher Bildhauer.

## Leben
Von seinem Vater, Johann Julius Gerth, der als Modelleur und Bildhauer tätig war und die Steinmetzarbeiten am Waterloo-Denkmal in Wiesbaden ausführte, erhielt Fritz Gerth die erste künstlerische Ausbildung.
Während seines Aufenthalts in Rom von 1875 bis 1900 war er jahrelang stellvertretender Vorsitzender des dortigen Deutschen Künstlervereins. Anschließend lebte er in Bad Homburg. Nach den Adressbüchern von 1900 und 1916 war sein Atelier im Brunnensälchen, in diesem Gebäude befindet sich seit 1949 wieder die Spielbank.

## Ausstellungen
Porträtbüsten und Medaillons von Fritz Gerth waren auf den Sommerausstellungen 1888–1892 der Royal Academy of Arts in London zu besichtigen. Darunter war eine Marmorbüste des Rev. Charles Langton, die heute in der Pfarrkirche St Peter & St Paul in Langton by Spilsby, England steht. Auch auf der Ausstellung zum 50-jährigen Jubiläum des Nassauischen Kunstvereins in Wiesbaden im Jahre 1897 wurden Werke von Fritz Gerth gezeigt.

## Werke

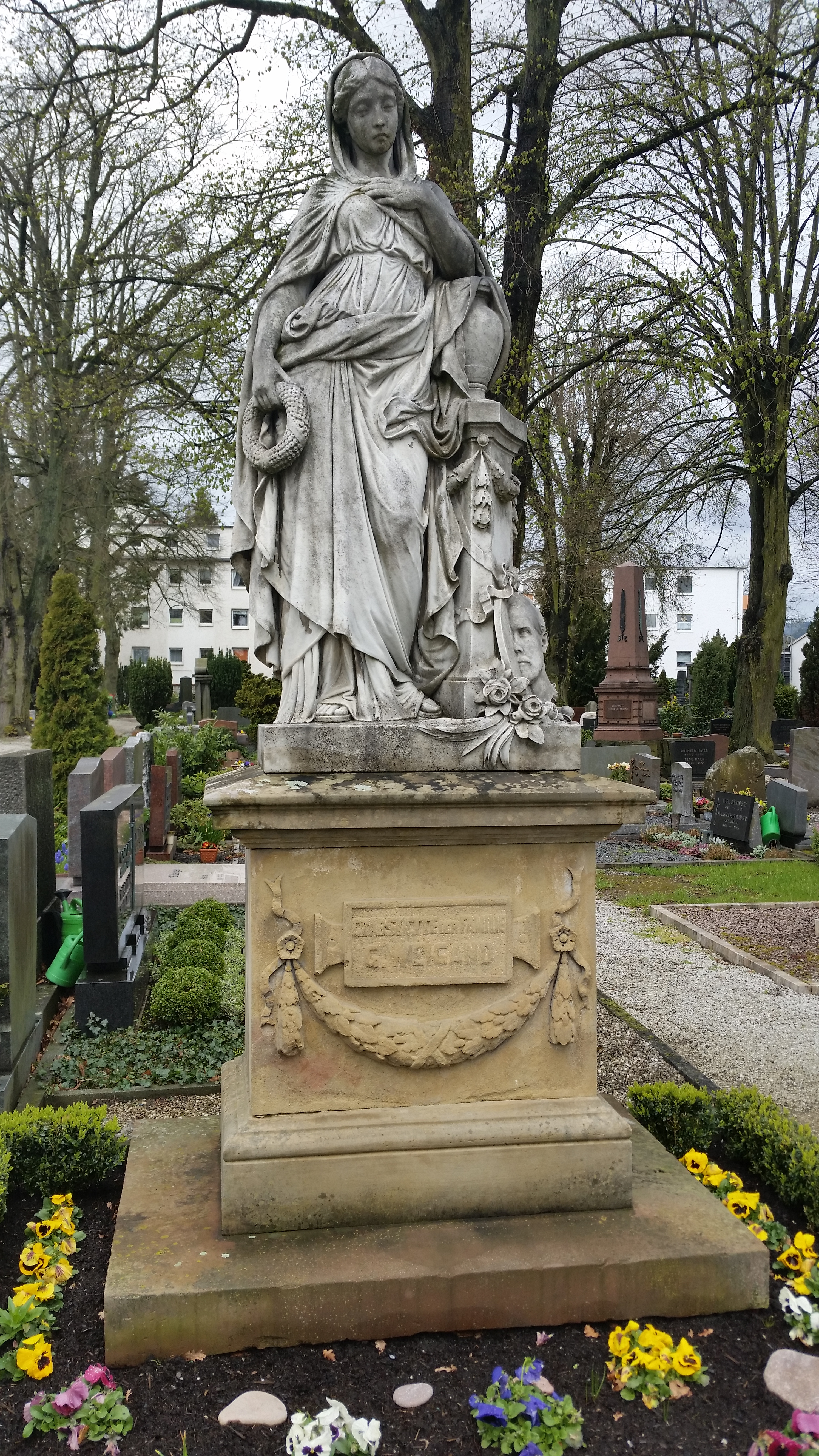
Statue von Fritz Gerth

Kaiserin Friedrich, Gruppe 34, Berlin

- Portraitrelief des Bankiers Onken Benedikt Schmitt auf dem Campo Santo Teutonico, dem Friedhof der Deutschen in Rom[4]
- Marmor-Skulptur Kaiserin Friedrich (sogenannte Gruppe 34) in der Berliner Siegesallee, 1903 (verschollen)
- Denkmal Kaiser Wilhelm I im Kurpark von Bad Homburg vor dem Kaiser-Wilhelms-Bad, 1905[10]
- Landgrafen Denkmal im Kurpark von Bad Homburg, 1906[11]
- Kriegerdenkmal im Friedhof von Wiesbaden-Biebrich, 1907
- Denkmal Landgräfin Elizabeth in Bad Homburg, 1908
- Landesdenkmal in Wiesbaden, 1909
- Grabsteine wie die große Trauernde in Marmor auf dem Familiengrab Gustav Weigands und das Reliefmedaillon in der Komposition aus verschiedenen Taunussteinen im Grabmonument des Geologen Dr. Friedrich Rolle auf dem Evangelischen Friedhof in Bad Homburg.[12]